# 孙振云
孙振云（1964年4月—），男，蒙古族，内蒙古奈曼旗人，中国政治人物，曾任通辽市人大常委会主任、内蒙古自治区农牧厅厅长等职。

## 学历
1982年至1985年就读于奈曼旗师范学校，后在奈曼旗的中学教书。1988年进入政府工作，1991年至1993年任团委书记。1989年至1992年在内蒙古教育学院政史系政教专业专科班学习。1998年任哲里木盟（1999年改为通辽市）团委书记。1997年至1999年，在中共中央党校经济管理专业学习。毕业后任科尔沁区委副书记（正处级）。2000年在内蒙古党校中青年干部培训班学习。1999年至2001年，在吉林大学马列主义理论与思想教育研究生进修班学习。2002年，任通辽经济技术开发区管委会副主任。2004年至2009年，历任扎鲁特旗旗长、旗委书记。2005年至2008年在中共中央党校在职研究生班法学理论专业学习。
2009年，进入通辽市人民政府工作，任副市长。2010年曾挂职担任中国中信集团战略计划部、风险管理部、业务协同部副主任。2016年升任通辽市委副书记，同年升为正厅级领导干部。2017年当选市人大常委会主任。同年11月调至内蒙古自治区农牧厅工作，次年2月任厅长。
2020年8月27日，内蒙古自治区纪委监委发布消息称，孙振云涉嫌严重违纪违法，接受纪律审查和监察调查。而此前，孙振云在通辽市的多个老同事已先后落马，其中包括傅铁钢（市委书记）、高忱（政协主席）、郝茂荣（市政府市长）等。2020年9月23日，内蒙古自治区第十三届人民代表大会常务委员会第二十二次会议第三次全体会议决定免去孙振云的内蒙古自治区农牧厅厅长职务。2021年3月1日，遭到开除党籍、开除公职处分。